# Aegotheles tatei
Aegotheles tatei е вид птица от семейство Aegothelidae.

## Разпространение
Разпространен е в Папуа-Нова Гвинея.